# Sabrina (phim 1954)
Sabrina là một bộ phim năm 1954 đạo diễn Billy Wilder và Ernest Lehman, chuyển thể từ vở kịch của Samuel A. Taylor Sabrina Fair (Ở Anh, bộ phim mang tên Sabrina Fair). Bộ phim có sự tham gia của Humphrey Bogart, Audrey Hepburn, và William Holden.

## Nội dung
Sabrina Fairchild (Audrey Hepburn) - cô con gái của ông tài xế trong gia đình giàu có Larrabee đã thầm thương trộm nhớ cậu chủ David Larrabee (William Holden) từ lâu, nhưng David - một anh chàng hư hỏng, háo sắc thì hoàn toàn phớt lờ cô.

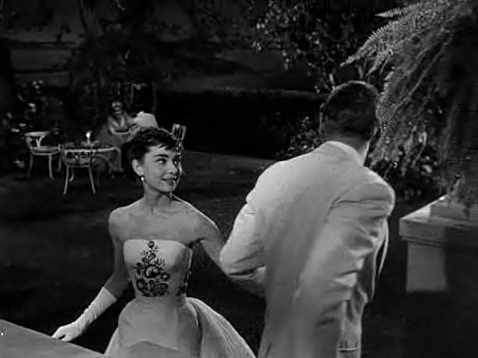
Một cảnh trong phim

Sabrina theo học nghề đầu bếp tại Paris và một vài năm sau, khi trở về, cô trở thành một phụ nữ vô cùng xinh đẹp và quyến rũ. Ngay lập tức, David lao theo cô. Linus (Humphrey Bogart) - anh trai của David lo sợ mối quan hệ này có thể phá vỡ cuộc đính ước giữa David và con gái của một gia đình giàu có, và thế là bao nhiêu hợp đồng với công ty đó cũng đi tong. Linus cố gắng đưa Sabrina tránh xa khỏi em trai mình bằng cách quyến rũ cô và cũng yêu cô say đắm.
Kết thúc, Sabrina lên thuyền đi Paris, sau khi Linus cầu xin cô hãy ra đi và đừng bao giờ trở lại. Khi hai chiếc thuyền gặp nhau, nhận ra lỗi lầm của mình, anh tìm cách lên thuyền của cô, và họ cùng nhau căng buồm tới Paris.

## Giải thưởng
- Thiết kế trang phục - Edith Head [1]

Đề cử
- Đạo diễn xuất sắc nhất - Billy Wilder
- Nữ chính xuất sắc nhất - Audrey Hepburn
- Chỉ đạo nghệ thuật xuất sắc nhất - (chỉ đạo nghệ thuật) Hal Pereira và Walter Tyler; (Tạo hình) Sam Comer và Ray Moyer
- Giải Oscar cho quay phim xuất sắc nhất - Charles Lang, Jr.